# Bénitier de Guenroc

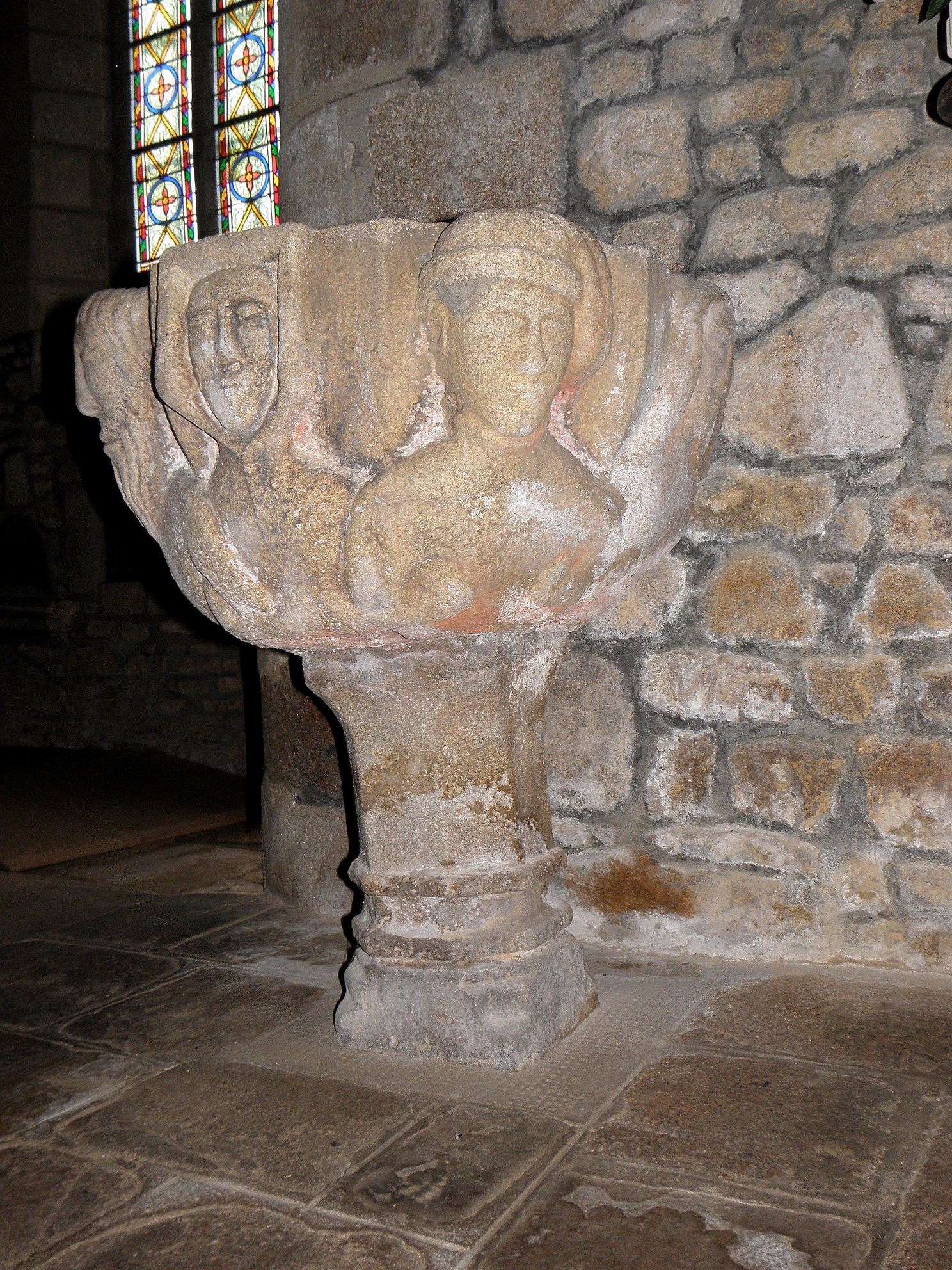
Bénitier de Guenroc

Le bénitier de l'église Saint-Gervais-et-Saint-Protais à Guenroc, une commune du département des Côtes-d'Armor dans la région Bretagne en France, date de la deuxième moitié du XVe siècle (?). Le bénitier en granite est classé monument historique au titre d'objet depuis le 24 septembre 1956.